# Алкайде
Алкайде (порт. Alcaide; МФА: [aɫ.ˈkaj.dɨ]) — парафія в Португалії, у муніципалітеті Фундан. Розташована в східній частині країни, на теренах історичної португальської провінції Бейра. Входить до складу округу Каштелу-Бранку. За адміністративним поділом, чинним до 1976 року, терени парафії були складовою провінції Нижня Бейра. Належить до Порталегрівсько-Каштелу-Бранківської діоцезії Католицької церкви. Патрон — святий Петро. Площа — 16,7151 км². Населення — 616 ос. (2011). Слабо урбанізований регіон. Густота населення — 36,85 осіб/км²
. Код — 050401.

## Населення
| Кількість мешканців | Кількість мешканців | Кількість мешканців | Кількість мешканців | Кількість мешканців | Кількість мешканців | Кількість мешканців | Кількість мешканців | Кількість мешканців | Кількість мешканців | Кількість мешканців | Кількість мешканців | Кількість мешканців | Кількість мешканців | Кількість мешканців |
| ------------------- | ------------------- | ------------------- | ------------------- | ------------------- | ------------------- | ------------------- | ------------------- | ------------------- | ------------------- | ------------------- | ------------------- | ------------------- | ------------------- | ------------------- |
| 1864                | 1878                | 1890                | 1900                | 1911                | 1920                | 1930                | 1940                | 1950                | 1960                | 1970                | 1981                | 1991                | 2001                | 2011                |
| 1 293               | 1 353               | 1 480               | 1 316               | 1 379               | 1 408               | 1 474               | 1 572               | 1 479               | 1 237               | 863                 | 791                 | 826                 | 764                 | 616                 |